# تشارلي ماشيل
تشارلي ماشيل (بالإنجليزية: Charlie Machell)‏ هو لاعب كرة قدم بريطاني في مركز الوسط، ولد في 25 أكتوبر 1994 في نيوكاسل في المملكة المتحدة يلعب حالياً في نادي القبيلة الإماراتي.

## وصلات خارجية
- تشارلي ماشيل على موقع قاعدة بيانات كرة القدم.إي يو (الإنجليزية)
- تشارلي ماشيل على موقع Soccerway.com (الإنجليزية)